# Gegenfarbtheorie

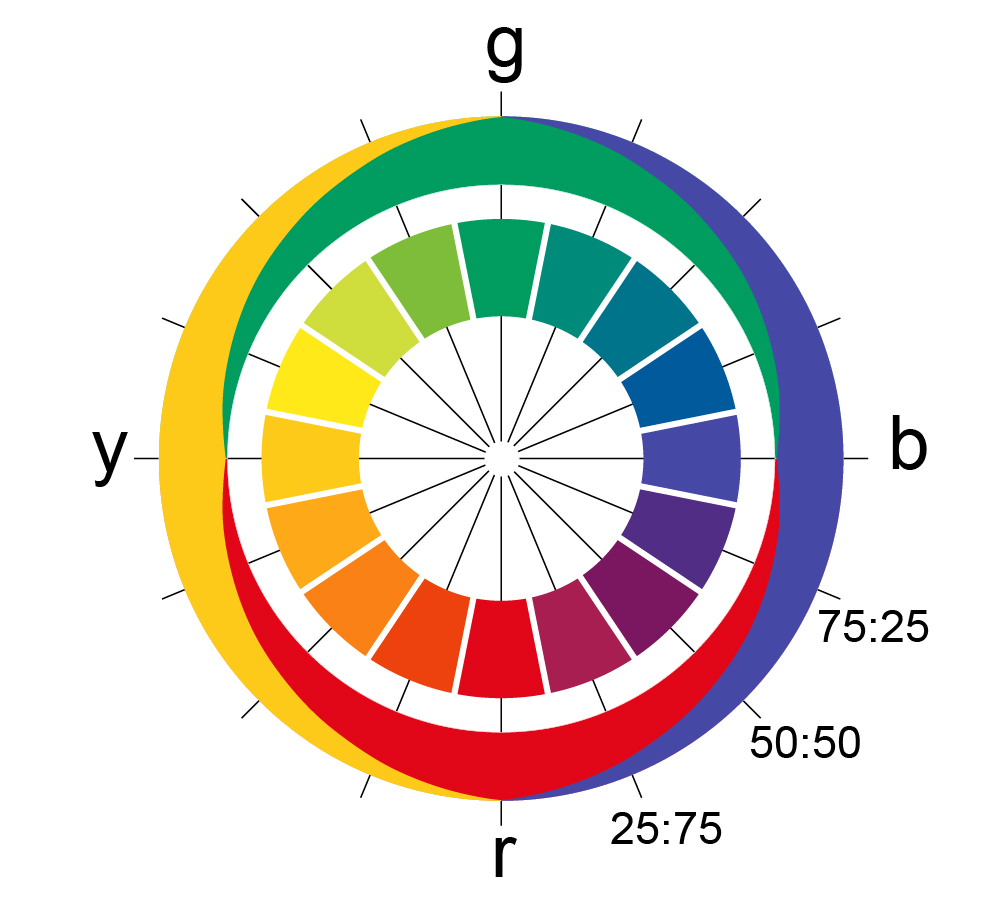
Farbkreis nach Ewald Hering. Die Werte in Prozent geben die in einem Farbfeld gleichzeitig empfundenen Anteile der Grundfarben Rot, Gelb, Grün und Blau wieder. Gelb und Blau, beispielsweise, können nach diesem Modell nicht gleichzeitig in einer Farbe empfunden werden.

Ein Nachbild entsteht, wenn man auf ein grelles Quadrat und anschließend auf eine helle Fläche starrt.

Gegenfarben

Die Gegenfarbtheorie (oder Gegenfarbentheorie), auch Opponententheorie, ist eine Theorie zur menschlichen Farbwahrnehmung. Sie wurde 1874 bzw. 1878 von Ewald Hering (1834–1918) als Alternative zur Dreifarbentheorie von Thomas Young und Hermann von Helmholtz veröffentlicht.
Hering ging von der Beobachtung aus, dass man sich Farbeindrücke wie „gelbliches Blau“ oder „rötliches Grün“ nicht vorstellen kann (gegenseitiger Ausschluss von Gelb und Blau bzw. Grün und Rot). Darum vermutete er drei getrennte chemische Prozesse in der Netzhaut mit je zwei Gegenfarben, mit je einem hemmenden und einem erregenden Anteil, die nach einem Gleichgewicht streben. Die Gegenfarbpaare sind Blau–Gelb, Rot–Grün und Schwarz–Weiß.
Zum gegenwärtigen Stand des Wissens siehe Farbwahrnehmung.

## Entstehung der Gegensatzpaare
Die Erkenntnisse über die oben erwähnten Gegensatzpaare beruhen auf folgenden Beobachtungen:
- Bei Betrachtung aller Farbtöne erscheinen für die meisten Menschen die vier Farben Rot, Grün, Gelb und Blau als besonders rein. Hering bezeichnete diese Farben als Urfarben. Andere Töne empfindet man immer als Mischung.
- Beim längeren Betrachten einer Farbfläche und anschließender Betrachtung einer neutralen hellen Fläche entstehen Nachbilder in der jeweiligen Gegenfarbe. Diesen Prozess nennt man heutzutage Sukzessivkontrast. Den Sukzessivkontrast (sukzessiv = „aufeinanderfolgend“) erklärt Hering folgendermaßen: Im Schwarz-Weiß-Prozess habe ein als weiß wahrgenommener Reiz eine hemmende Wirkung. Da jedoch ein Gleichgewicht angestrebt werde, bliebe nach Ausschalten des Reizes (weiß) ein schwarzes Nachbild, das durch die Dominanz des nun überwiegenden anregenden Anteils des Prozesses verursacht werde.

Schauen Sie zirka 30 Sekunden genau auf die Mitte des Quadrats mit vier Farben. Blicken Sie anschließend auf das Feld mit dem kleinen Punkt in der Mitte. Was fällt Ihnen auf?
Sie sehen ein Nachbild des Objekts in Komplementärfarben. Diese Erscheinung
konnte mit der Dreifarbentheorie nicht erklärt werden.
- Farbige Flächen beeinflussen das Aussehen angrenzender Flächen in Richtung der eigenen Gegenfarbe (Simultankontrast). Der Simultankontrast (simultan = zeitgleich) entstehe nach Hering folgendermaßen: Ein Reiz regt nicht nur das Areal an, das er betrifft, sondern auch die Nachbarregionen, jedoch in entgegengesetzter Richtung. So kann z. B. eine sehr helle oder weiße Umgebung ein Objekt in deren Mitte schwarz erscheinen lassen.
- Man kann sich keine Mischfarben „gelbliches Blau“ oder „rötliches Grün“ vorstellen.
- Störungen des Farbsehens äußern sich oft in einem Verlust der Unterscheidungsfähigkeit zwischen blau-gelb bzw. rot-grün.

## Bestätigung der Gegenfarbentheorie
Obwohl Herings Vorstellungen stark vereinfachend waren, konnten diese drei Prozesse tatsächlich nachgewiesen werden. Seit 1966 bestätigen neurophysiologische Untersuchungsergebnisse, dass es vier grundlegende Farbempfindungen gibt.
Drei verschiedene Zapfentypen im Auge, die jeweils ihre höchste Empfindlichkeit für kurz (blau)-, mittel (grün)- und langwelliges (rot) Licht haben, liefern Signale an die nachgeschalteten farbopponenten Ganglienzellen der Netzhaut (neuronale Farbkanäle). Auf der neuronalen Ebene werden die Zapfensignale „verschaltet“: „Rot“ und „Grün“ werden subtrahiert, die Differenz wird im Rot-Grün-Kanal weitergeleitet; die Addition von „Rot“ und „Grün“ dagegen ergibt ein Signal, dem die Empfindung von Gelb entspricht; diese Signale werden vom „Blau“-Signal subtrahiert und im Gelb-Blau-Kanal weitergeleitet. Alle Farben werden außerdem gegeneinander abgewogen und in einem Signal im Schwarz-Weiß-Kanal zusammengefasst. So entstehen, wie auch Hering postulierte, drei Empfindungsdimensionen: 1. Helligkeit, 2. Gelb-Blau-Komponente, 3. Rot-Grün-Komponente, aus denen dann mehrere tausend Farbarten unterschieden werden können.

Farbraum nach der Gegenfarbentheorie

## Farbsysteme basierend auf Gegenfarbentheorie
Die Heringsche Gegenfarbtheorie bildet die Grundlage für das in neuerer Zeit benutzte „Natural Color System“ (NCS). Auch das Modell des Lab-Farbraums beruht unter anderem auf der Gegenfarbtheorie von Hering.